# Матам, Якоб
Якоб Матам (нидерл. Jacob Matham; 15 октября 1571, Харлем — 20 января 1631, Харлем) — голландский рисовальщик, живописец и гравёр из Харлема. Ученик Хендрика Гольциуса.

## Биография
Якоб, вероятно, родился в Харлеме, был пасынком и учеником выдающегося рисовальщика и гравёра Хендрика Гольциусa и шурином гравёра Симона ван Пуленбурга, женившись на его сестре Марийтген.
С 1593 по 1597 год Матам работал в Италии, в основном жил в Риме и Венеции, затем, с 1598 по 1631 год, в родном городе. В 1600 году стал членом местной Гильдии Святого Луки. В 1601 году он получил привилегию на создания типографии в Праге от короля Рудольфа II.
Якоб Матам был мастером репродукционной гравюры, в основном гравировал резцом по меди по картинам знаменитых голландских и фламандских живописцев, например Питера Пауля Рубенса (с 1611 по 1615 год) и Питера Артсена.
Он гравировал религиозные композиции, пейзажи и портреты, в частности своих современников. В его работах чувствуется влияние Хендрика Гольциуса, по рисункам и картинам которого он создал несколько гравюр, подражая манере выдающегося голландца.
У Матама были ученики, в том числе Иоганн Эверардс ван Бронкхорст, Питер Сoутман. В 1613 году к нему в ученики поступил гравёр Ян ван де Велде Второй.
Сыновья Якоба — Ян (1600—1648), Теодор Дирк (1606—1676) и Адриан Матам (1590—1660) — также стали известными гравёрами.

## Галерея

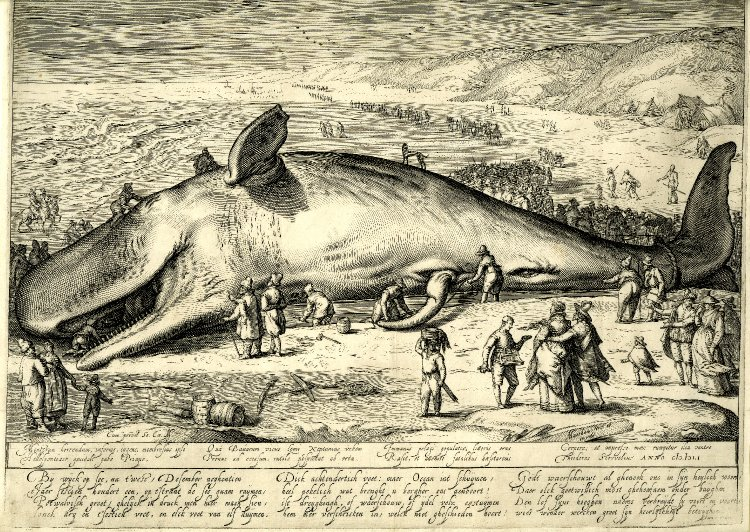
Кит, выброшенный на берег. По рисунку Х. Гольциуса. Офорт
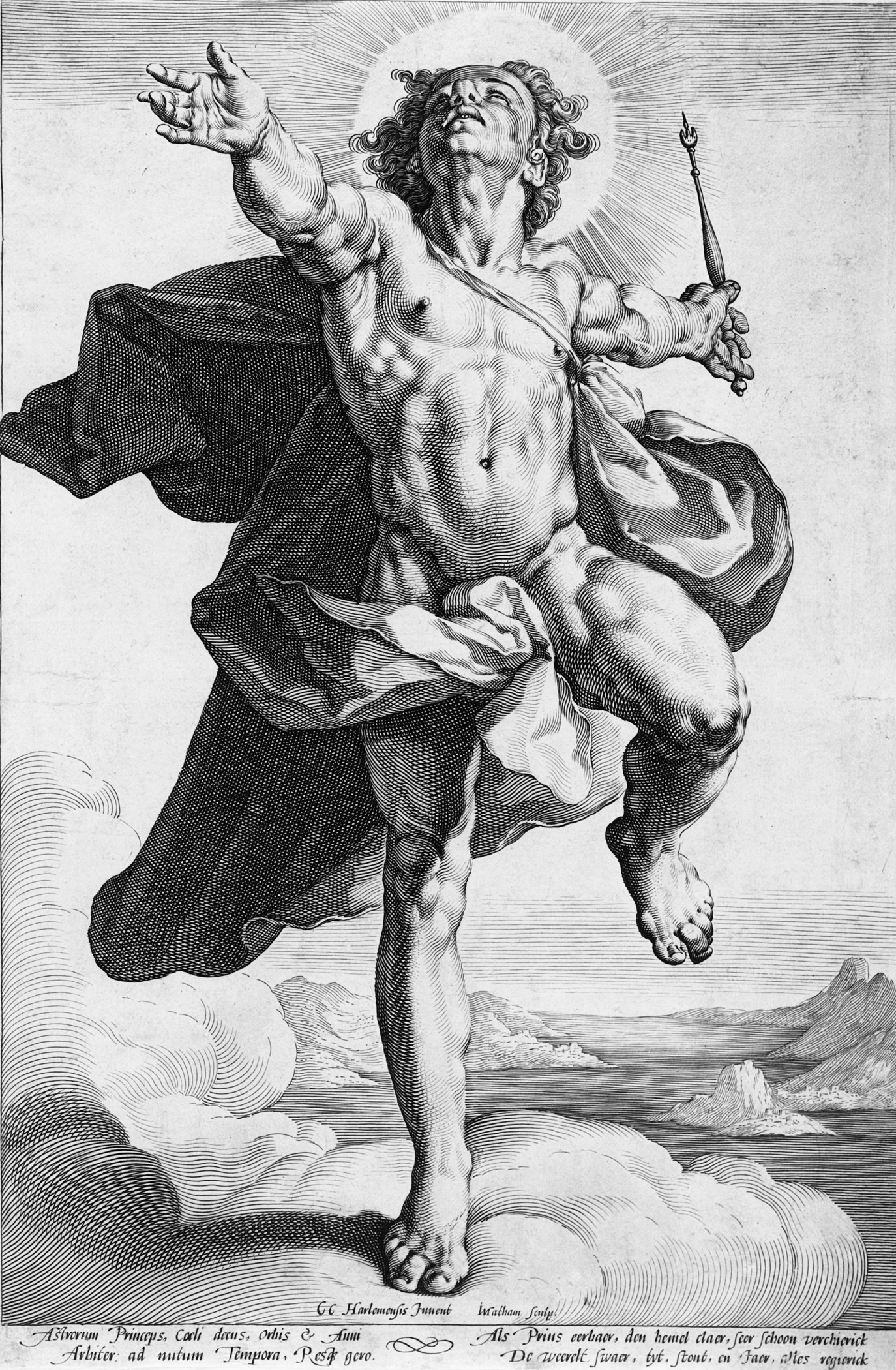
Аполлон. Ок. 1591. Гравюра резцом на меди
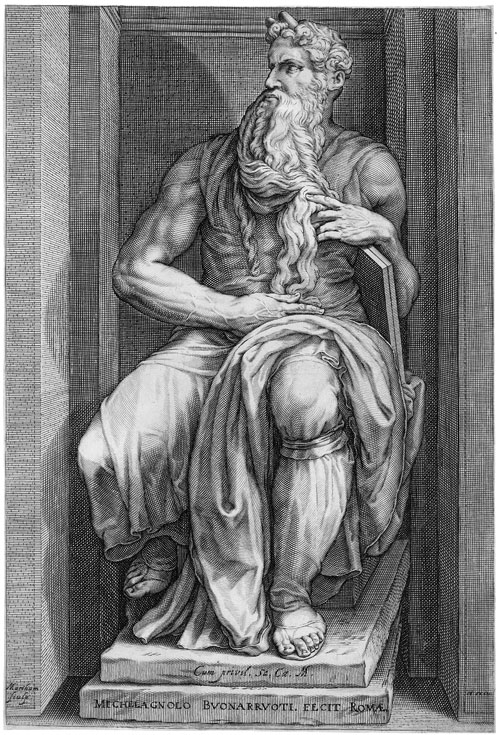
Моисей. По скульптуре Микеланджело. Между 1593 и 1597. Офорт
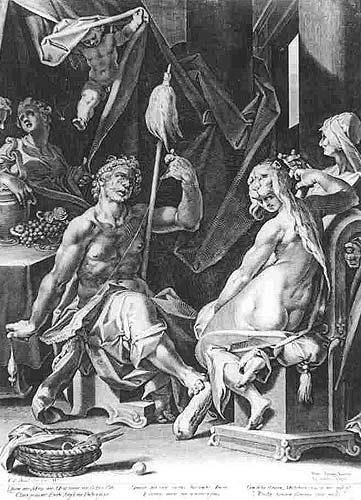
Геркулес и Омфала. Офорт, резец
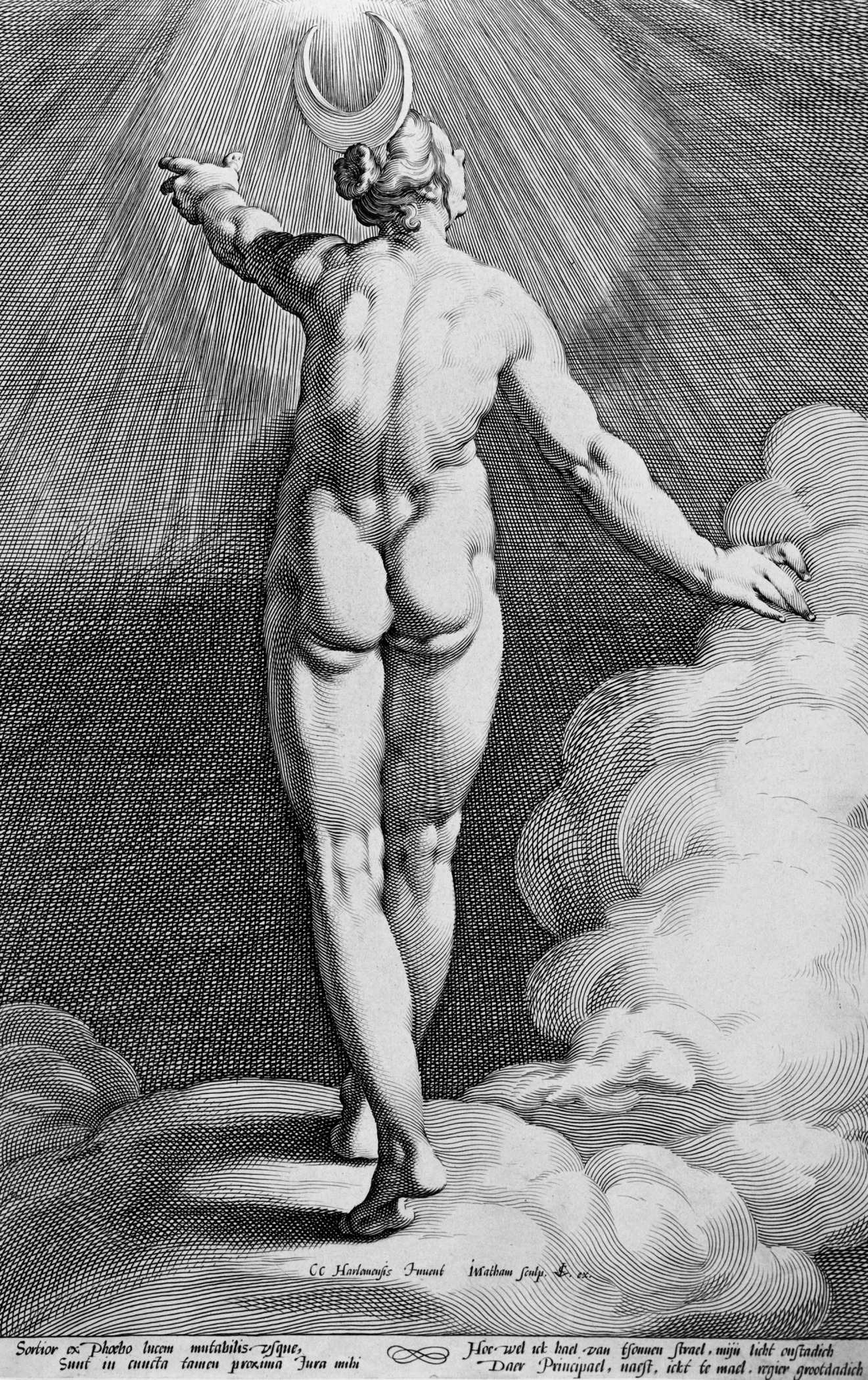
Диана. Ок. 1591. Гравюра резцом на меди
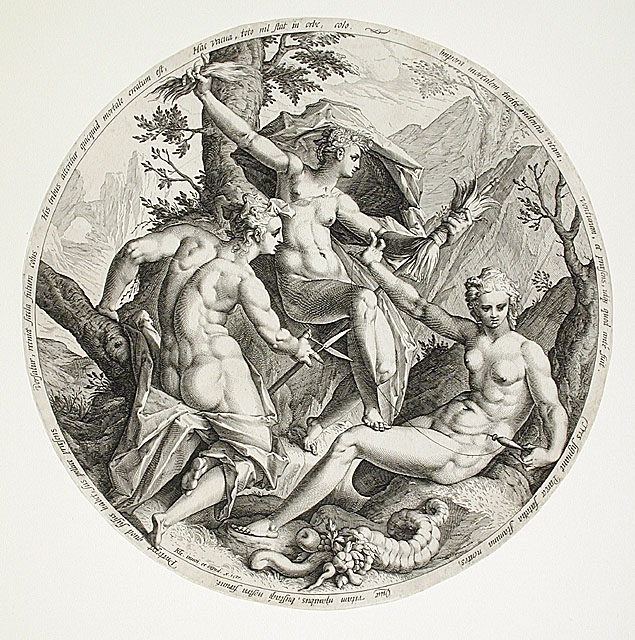
Три парки. 1587. Офорт, резец
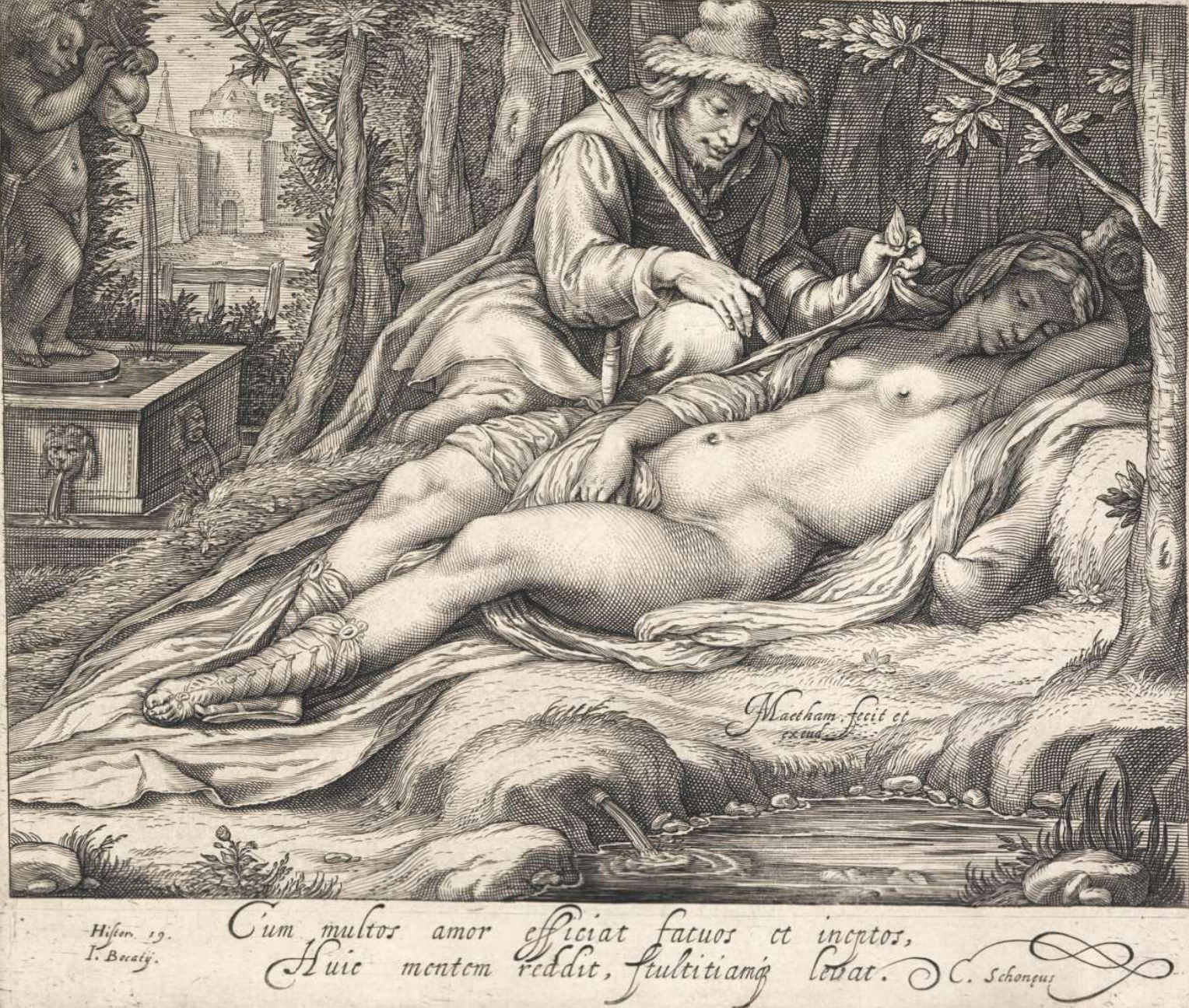
«Декамерон». День пятый, рассказ первый: Кимон откидывает простыню, обнажая обнаженное тело спящей Ифигении. Между 1599 и 1603. Офорт